# Генератор на Ван де Грааф
Генераторът на Ван де Грааф, известен още като генератор за статично електричество, представлява ускорител на леки елементарни частици (лептони) и по-точно електрони.

## История
Изобретен е през 1929 година от американския физик Робърт Ван де Грааф от Принстънския университет, с помощта на колегата му, Никола Бурке. Първият модел е демонстриран през октомври 1929 г. Първата машина използва обикновена тенекиена кутийка, малък мотор и копринена панделка, купени от магазин за домашни потреби. Ван де Грааф отива при ръководителя на отдела по физика, искайки 100 долара, за да направи подобрена версия. Получава парите, но с много трудности. До 1931 може да съобщи постигнатите 1,5 милиона волта, казвайки: „Машината е лесна за използване, евтина и преносима. Обикновена фасонка осигурява нужната мощност. Според заявление за патент машината се е състояла от две заредени със заряд сфери с диаметър 60 cm, монтирани на 180-сантиметрови колони от баросиликатно стъкло. Апаратът струва 90 долара през 1931 г. Ван де Грааф кандидатства за втори патент през декември 1931, който бил възложен на технологичния институт в Мичиган, в замяна на част от приходите от продажбата на апарата. По-късно патентът е получен. През 1933 Ван де Грааф строи 12-метров модел в съоръжение на института, средствата за който са дарени от полковник Едуард Грийн.
Генераторът на Ван де Грааф се състои от метална сфера, най-често алуминиева без остри части, диелектриков ремък, 2 ролки от противоположни трибоелектрични серии, метални четки, които прихващат отделените електрони, плексигласов или друг кожух и електромотор. Принципът на действие на генератора се основава на свойствата на проводниците в електростатично поле. Триенето на ремъка с долната ролка предизвиква индуцирането на некомпенсиран заряд, който се пренася от ремъка до горната четка, където бива прихванат и отведен към сферата. Този заряд е положителен, тъй като ролката се наелектризира положително при триене, това означава, че приема електрон от лентата и по вътрешната страна на ремъка се индуцира некомпенсиран отрицателен заряд, който вследствие на преполяризира от йонизацията на въздуха и става положителен от другата страна на ремъка. Именно моментът на преразпределението на заредените частици е преломният. Индуцираните отрицателни заряди от горната ролка биват заземени, посредством заземителя на самия уред. Едно от свойствата на проводник в електростатично поле е, че вътре в проводника не се създава електростатично поле, и съответно интензитетът там е равен на нула. Това позволява натрупването на нови заряди върху сферата да бъде неограничено. И така генераторът се зарежда до десетки или стотици хиляди волта напрежение, а при някои модели и до няколко милиона.

## Приложение и употреба
В по-нови времена приложението на генераторът на Ван де Грааф е до голяма степен ограничено до научни цели, да демонстрира практичния аспект и концепцията на електростатичното движение на частиците. Преди всичко проектирани като практични ускорители, генераторите на Ван де Грааф се използват само в лабораториите, за демонстрация. Генераторът на Ван де Грааф е един от първите методи, използвани за изучаването на ядрената физика преди появата на по-добри методи за ускоряване на частиците. Лъчът на тези заредени, ускорени частици се използва за задействането на ядрената реакция. Лъчи от ускорени частици се използват за разбиването на атоми в различни физични експерименти. В медицината такива лъчи са използвани за лечението на рак.

## Ограничения
- Произвежда много малък ток, сравнено с волтажа.
- Поддръжката и конструкцията е скъпа и уреда заема много място.
- Максимално може да се генерират 3 млн. волта преди въздухът да се йонизира.
- Не може да ускорява неутрални частици.